# きごころ橋
きごころ橋（きごころばし）は、山形県最上郡金山町の金山川に架かる橋。

## 概要
屋根付きの歩道橋で、金山杉を用いて2004年に完成した。金山町の中心部、十日町と羽場地区を結ぶ。2023年現在の国道13号は、金山川下流西側の直近を走っているが、羽州街道・旧国道13号として歴史的な役割を担ってきた金山大橋の脇に造られた。雪の多い金山町にあって、季節を問わず安全で快適な通行ができるこの歩道橋には、途中にベンチを置いて語らいや憩いのスペースが設けられている。